# Borgoforte
Borgoforte és un antic municipi situat al territori de la província de Màntua, a la regió de la Llombardia, (Itàlia).
Borgoforte limitava amb els municipis de Bagnolo San Vito, Curtatone, Marcaria, Motteggiana, San Benedetto Po, Viadana, Virgilio.
Pertanyien al municipi les frazioni de Boccadiganda, Pioppelle, Romanore, San Cataldo, San Nicolò Po i Scorzarolo.
El 2014 es fa fusionar amb el municipi de Virgilio creant així el nou municipi de Borgo Virgilio, després de la celebració d'un referèndum. Actualment és una frazione del nou municipi.

## Història
Després de la derrota d'Ugolotto Biancardo a la batalla de Governolo, Joan Galeàs Visconti cridà Alberico da Barbiano per unir-se a Jacopo dal Verme i atacar i derrotar la Lliga antivisconti, el 29 d'octubre de 1397 a la batalla de Borgoforte.